# Donatienne
Donatienne est un roman de René Bazin publié en 1903.

## Résumé
Fin XIXe siècle à Plouëc, Jean et Donatienne sont paysans (closiers) et ont trois enfants : Noémi, Lucienne et Joël.